# Attilio Bertolucci
Attilio Bertolucci (San Lazzaro, Parma, 18 de noviembre de 1911-Roma el 14 de junio de 2000) fue un poeta y guionista italiano.

## Biografía
Comenzó a escribir desde muy joven, y publicó en 1929 su primera colección de poemas.
Se casó con Ninetta Giovanardi, con la que tuvo dos hijos: Bernardo y Giuseppe, también dedicados al mundo del cine. Su sobrino Giovanni es productor de cine.
Sus primeros trabajos, marcados por un lenguaje sencillo que describía situaciones pastorales, se ganaron el aprecio de poetas italianos como Eugenio Montale. 
Con Viaggio d'inverno, el estilo de Bertolucci dio un giro, hacia una expresión verbal más compleja y un marcado sentimiento de inseguridad.
A lo largo de su vida desempeñó también su actividad como profesor de historia del arte, documentalista, traductor, colaborador televisivo, y director de revistas literarias (entre otras, Nuovi Argomenti).

## Principales obras poéticas
- Sirio (1929)
- Fuochi in novembre (1934)
- Lettera da casa (1951)
- La capanna indiana (1951)
- In un tempo incerto (1955)
- Viaggio d'inverno (1971)
- Verso le sorgenti del Cinghio (1993)
- La Camera da letto I et II, (2 vols. 1984 (I) y 1988 (II))
- Aritmie (1991, ensayos)
- Verso le sorgenti del cinghio (1993)
- Una lunga amicizia (1994, cartas)
- La lucertola di Casarola (1997)

### Traducciones
- Imitazioni, Scheiwiller, Milán, 1994

- Datos: Q758132
- Multimedia: Attilio Bertolucci / Q758132